# Natalia Meta
Pour les articles homonymes, voir Meta.
Natalia Meta est une réalisatrice et scénariste argentine.

## Biographie
Natalia Meta étudie la philosophie à l'université de Buenos Aires. En 2006, elle fonde la maison d'édition La Bestia Equilátera avec Luis Chitarroni et Diego D'Onofrio. Meta et D'Onofrio avaient remarqué que les romans de l'Écossaise Muriel Spark étaient épuisés depuis plusieurs années dans les librairies argentines et décident de rééditer eux-mêmes les romans. En 2008, Los Encubridores et Memento Mori sont deux traductions espagnoles de romans de Sparks. Sous la direction de Chitarroni, rédacteur en chef, La Bestia Equilátera devient un éditeur indépendant reconnu en Argentine avec notamment d'autres publications de Sparks, ainsi que d'autres de Roberto Bazlen, Alfred Hayes, David Markson, Kurt Vonnegut et Virginia Woolf
Natalia Meta apparait pour la première fois en tant que réalisatrice en 2014 avec le long métrage Mort à Buenos Aires, pour lequel elle coécrit également le scénario. Ce film policier se déroule à Buenos Aires dans les années 1980 et se concentre sur un inspecteur de police (interprété par Demián Bichir) qui doit résoudre le meurtre d'un homosexuel.
En 2020, Meta reçoit une invitation à concourir au 70e Festival international du film de Berlin avec son deuxième long métrage, El prófugo, dont le scénario est inspiré d'un roman de CE Feiling. La production cinématographique l'annonce comme un "thriller fantastique psycho-sexuel". Le film montre une femme (dépeinte par Érica Rivas) qui, après un coup du destin personnel, dérive de plus en plus dans un état paranoïaque.

## Filmographie
Comme réalisatrice et scénariste
- 2014 : Mort à Buenos Aires (Muerte en Buenos Aires)
- 2020 : El prófugo